# تریستور القایی استاتیک
تریستور القایی استاتیک (به انگلیسی: static induction thyristor) (اس‌آی‌تی, اس‌آی‌تی‌اچ) یک تریستور با ساختار گیت مدفون است که در آن الکترودهای گیت در ناحیه بیس-n قرار می‌گیرند. از آنجایی که آنها معمولاً در حالت-روشن هستند، الکترودهای گیت باید با بایاس منفی باشند تا حالت-خاموش را حفظ کنند. این تریستور نویز کم، اعوجاج کم و قابلیت تولید توان فرکانس صوتی بالا را دارد. زمان روشن و خاموش شدن آن بسیار کوتاه است، معمولاً ۰٫۲۵ میکروثانیه.

## تاریخچه
اولین تریستور القایی استاتیک توسط مهندس ژاپنی جون-ایچی نیشیزاوا در سال ۱۹۷۵ اختراع شد. این تریستور قادر به هدایت جریان‌های بزرگ با بایاس مستقیم کم و زمان خاموش شدن کوتاه بود. این تریستور دارای یک تریستور خاموش‌شونده با گیت خودکنترل بود که در سال ۱۹۸۸ از طریق شرکت برق توکیو (که اکنون شرکت مهندسی تویو نام دارد) به صورت تجاری در دسترس بود. قطعه اولیه شامل یک دیود +p+nn و یک شبکه +p مدفون بود. 
در سال ۱۹۹۹، یک مدل تحلیلی از اس‌آی‌تی‌اچ برای شبیه‌ساز مدار پی‌اسپایس توسعه داده شد. در سال ۲۰۱۰، نسخه جدیدتری از اس‌آی‌تی‌اچ توسط ژانگ کایژن، وانگ یونگشون، لیو چونجوان و وانگ زایژینگ توسعه داده شد که ویژگی جدید آن ولتاژ بالای مسدودکننده مستقیم بود.